# Captain Fizz
Captain Fizz, nome completo Captain Fizz Meets the Blaster-Trons (usato sulle copertine e nelle schermate introduttive di alcune versioni), è un videogioco sparatutto pubblicato nel 1988-1989 per gli home computer Amiga, Atari ST, Commodore 64 e ZX Spectrum dalla Psygnosis, con la sua etichetta Psyclapse. Versioni per BBC Micro ed Electron vennero pubblicate con il titolo Icarus dalla Mandarin Software e sono le prime ideate, sulle quali si basano le altre.
Fu spesso considerato una variante di Gauntlet, con ambientazione fantascientifica.
Vennero sviluppate anche conversioni per Amstrad CPC e MS-DOS, che però si decise di non pubblicare. Sono state poi divulgate come abandonware; quella per CPC venne recuperata nel 2017.
Un porting amatoriale non commerciale da Commodore 64 per Commodore 16 fu realizzato nel 1990.
L'immagine di copertina delle versioni Psyclapse, accreditata a Melvyn Grant, riprodotta anche nella schermata introduttiva, era stata usata precedentemente per la copertina di un'edizione del romanzo di H. Beam Piper I vichinghi dello spazio (Space Viking).

## Trama
Secondo la scherzosa introduzione sul manuale della Psyclapse, il protagonista è stato arruolato a forza mentre si era sottoposto ignaro a una tonsillectomia, e si è risvegliato invece su un altro pianeta, perdipiù clonato. Insieme al proprio doppione, ora fa parte del reggimento dei The Queen's Cloned Highlanders.
Secondo le istruzioni che compaiono a video (anche nelle versioni della Mandarin Software), la grande nave spaziale Icarus è fuori controllo e si sta dirigendo verso il sole, dove causerebbe una devastante esplosione. Il protagonista/i viene inviato a bordo per distruggere il computer centrale impazzito e fermare la Icarus in tempo. Dovrà attraversare i molti piani dell'astronave affrontando un esercito di guardie robotiche.

## Modalità di gioco
Captain Fizz è uno sparatutto bidimensionale con visuale dall'alto ambientato in una serie di scenari da esplorare, formati da schermate a sostituzione contigue in tutte le direzioni. Il personaggio del giocatore può camminare e sparare nelle quattro direzioni. Si può giocare in singolo o in multigiocatore simultaneo a due, in cooperazione, sebbene sia anche possibile spararsi a vicenda. Alcune situazioni di gioco sono dichiaratamente impossibili da risolvere giocando da soli.
Lo schermo è sempre diviso in due in orizzontale, con ogni metà dedicata alla visuale di uno dei due giocatori, che possono avventurarsi indipendentemente (a differenza che in Gauntlet, dove devono restare vicini in un'unica visuale). Anche quando si gioca in singolo lo schermo resta diviso e una metà è inutilizzata; su Commodore 64 e ZX Spectrum viene usata per mostrare l'elenco dei tasti di gioco.
Ci sono 20 livelli corrispondenti ai diversi piani della nave spaziale, con stanze, corridoi e porte da aprire. Tutti sono popolati da nemici robotici di un unico tipo, che vagano nelle quattro direzioni e possono anch'essi sparare. Nuovi robot vengono rigenerati dagli ascensori, oggetti etichettati "L" (lift) che possono essere distrutti dal giocatore.
Protagonisti e nemici sono graficamente molto piccoli.
Sulla sinistra dello schermo una finestra per ogni giocatore mostra le sue statistiche: punteggio, salute (punti ferita esauriti i quali la partita termina), armatura (resistenza ai colpi nemici), danno (potenza di fuoco della propria arma), carica, crediti e chiavi elettroniche (per aprire le porte del rispettivo colore). Diversi simboli da raccogliere sullo scenario potenziano le statistiche.
I crediti si possono barattare con recuperi della salute recandosi ad apposite console.
Si dispone inoltre di blitter bomb limitate, arma speciale che distrugge tutti i nemici a video.
Per completare un livello si devono anzitutto distruggere tutte le "L", infine raggiungere l'uscita verso il successivo. A partire dal secondo livello, oltre a eliminare i generatori di nemici, spesso bisogna azionare dei dispositivi che hanno la capacità di disabilitare temporaneamente i campi di forza che bloccano il passaggio. Nelle versioni della Psyclapse, sulla destra dello schermo sono mostrate quattro spie luminose che si accendono man mano che si attivano quattro dispositivi nell'ordine necessario.

## Sviluppo
Icarus per BBC Micro ed Electron venne progettato e sviluppato da Julian Avis alla Powerhouse Software Ltd., impiegando secondo l'azienda tre mesi di programmazione e tre mesi di collaudo e rifiniture.
Secondo Dean Hickingbottom, grafico delle versioni Commodore 64 e ZX Spectrum, Captain Fizz per Atari ST e Amiga fu presentato dalla Powerhouse con il titolo provvisorio Mission Icarus alla Video Images (piccola azienda cofondata da Hickingbottom) e probabilmente fu quest'ultima a trovare come compratore del gioco la Psygnosis. Si fece quindi un accordo con la Clockwize per realizzare ulteriori conversioni: per Commodore 64 e ZX Spectrum, e quelle che non vennero pubblicate per Amstrad CPC e MS-DOS.
La Clockwize realizzò e usò internamente un proprio editor di livelli su ZX Spectrum per sviluppare il gioco. Non era un prodotto commerciale, ma più avanti è stato recuperato e divulgato.

## Accoglienza
Captain Fizz fu accolto in modo molto variabile dalla critica, più spesso in modo poco favorevole, in tutte le sue versioni edite dalla Psyclapse. Secondo molte riviste appariva limitato sia dal punto di vista estetico, sia da quello del gameplay, e il multigiocatore costituiva la sua caratteristica più interessante. Alcune riviste diedero giudizi molto negativi, ma ce ne furono anche alcune molto soddisfatte.
Icarus per BBC Micro ed Electron ricevette invece valutazioni in media piuttosto buone dalla stampa di settore britannica.